# Roberts Cirque
Der Roberts Cirque ist ein durch ein blankes Felsenkliff gekennzeichneter Bergkessel im westantarktischen Marie-Byrd-Land. An der nordzentralen Wand des Toney Mountain liegt er westlich des Zurn Peak.
Der United States Geological Survey kartierte ihn anhand eigener Vermessungen und Luftaufnahmen der United States Navy aus den Jahren von 1959 bis 1971. Das Advisory Committee on Antarctic Names benannte ihn 1976 nach John H. Roberts III. (* 1939), Chief Commissaryman der US Navy auf der Amundsen-Scott-Südpolstation im antarktischen Winter 1976.